# Knol
Knol — один з нових сервісів Google, онлайн-енциклопедія. Запущена 6 серпня 2008 р.

## Історія
13 грудня 2007 року компанія «Google» заявила, що розробляє власну онлайн-енциклопедію — Knol. Один з провідних програмістів Google пояснив, що рішення про запуск проєкту обумовлене бажанням ділитись знаннями з суспільством. 23 липня 2008 року Knol було відкрито для публічного користування.
1 травня 2012 року сайт був закритий.

## Автори
Кожна стаття повинна мала бути написаною одним автором, що був би "експертом за даною темою, інші редактори допускалися би до редагування статті лише з його дозволу. У блозі компанії йшла мова, що енциклопедія не обмежуватиметься однією статтею по кожній темі, а матиме можливість публікації кількох авторських робіт.
Автори мали самі отримувати дохід від контекстної реклами (Adsense) зі своїх статей. На перший план в knol-статтях висувається особиста компетентність автора, що дозволяє йому висловлювати в статті свою особисту думку. Анонімні користувачі брати участь в проєкті не зможуть.

## Критика та експертні думки
Деякі ЗМІ називали Google Knol конкурентом таких онлайн-енциклопедій як Вікіпедія, Squidoo.com, Scholarpedia, About.com, Helium.com. Прибічники версії, що Google Knol — це атака на творців Вікіпедії, обговорювали, що Google з часом мав би знищити Вікіпедію. Прибічники протилежної точки зору вважали, що завдяки відмінностям Knol буде доповненням Вікіпедії.